# 닛토촌
닛토촌(日東村)은 사이타마현 이루마군에 존재했던 촌이다. 

## 지리
- 현재의 가와고에시에 해당한다.

## 역사
- 1889년 4월 1일 - 정촌제 시행에 의해 이루마군 닛토촌이 성립하였다.
- 1943년 11월 3일 - 오타촌과 합병해, 다이토촌이 성립하여, 오타촌은 소멸하였다.
- 1955년 4월 1일 - 다이토촌은 가와고에시에 편입해, 소멸하였다.

## 참고문헌
- 角川日本地名大辞典